# Sjoestedtacris sulcata
Sjoestedtacris sulcata är en insektsart som beskrevs av Baehr 1992. Sjoestedtacris sulcata ingår i släktet Sjoestedtacris och familjen gräshoppor. Inga underarter finns listade i Catalogue of Life.